# Kasimir Popkonstantinow

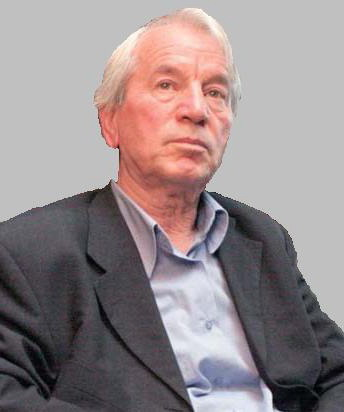
Kasimir Popkonstantinow

Kasimir Popkonstantinow Konstantinow (auch Kazimir Popkonstantinov Konstantinov, bulgarisch Казимир Попконстантинов Константинов; * 17. September 1942 in Garwan, Oblast Silistra), bekannt als Kasimir Popkonstantinow, ist ein bulgarischer Mittelalterarchäologe und Historiker, Mitarbeiter am Archäologischen Institut der Bulgarischen Akademie der Wissenschaften und Professor an der Universität Weliko Tarnowo.

## Leben
Kasimir Popkonstantinow wurde 1942 im nordbulgarischen Garwan geboren. Er absolvierte die Geistliche Akademie in Sofia und studierte Geschichte an der Universität Weliko Tarnowo. Ab 1968 arbeitete er als Archäologe beim Museum zu Targowischte. Zwischen 1975 und 1986 war Popkonstantinow als wissenschaftlicher Mitarbeiter bei der bulgarischen Akademie der Wissenschaften tätig. 1978 verfasste Popkonstantinow die Dissertation „Гражданската архитектура в средновековна България (VIII-XI в.)“ (deutsch etwa „Profane Architektur im mittelalterlichen Bulgarien (VII.-XI. Jahrhundert)“) und wurde Kandidatdoktor. Den Doktortitel der Geschichte erlangte Popkonstantinow mit dem Werk „Епиграфските паметници и писмената традиция в България (IX-XI в.)“ (deutsch etwa „Epigraphische Denkmäler und schriftliche Tradition in Bulgarien (IX.-XI. Jh.)“).
1986 wurde Popkonstantinow Dozent und ab 1996 Professor für Archäologie an der Archäologischen Fakultät der Universität Weliko Tarnowo. Weiter war er als Gastdozent für mittelalterliche bulgarische Epigraphik an den Universitäten Salzburg, Köln und Freiburg tätig.
Er ist mit der Archäologin Rosina Kostowa verheiratet.

## Archäologische Forschungen
Seit 2007 leitet Popkonstantinow die archäologischen Ausgrabungen auf der Schwarzmeerinsel Sweti Iwan, bei Sosopol. In seinem Team sind weiter Zonja Draschewa, Direktorin der Museen Burgas und Rosina Kostowa tätig. Die Insel, auf der in der Antike thrakische Kultstätten und ein Tempel des Apollon errichtet waren, wurde im Mittelalter ein bedeutendes geistiges Zentrum mit Klosteranlagen, Skriptorium und Bibliothek. Das Kloster war Johannes dem Täufer geweiht und in den verschiedenen Perioden den bulgarischen Zaren, dem byzantinischen Kaiser oder dem Patriarchen von Konstantinopel direkt unterstellt. Sosopol war selbst Sitz eines Bischofs und eine der ältesten christlichen Gemeinden im heutigen Bulgarien. 2009 wurden unter der Johannes-der-Täufer-Klosterkirche die Grundrisse einer älteren einschiffigen Kirche aus dem Ende des 4., Anfang des 5. Jahrhunderts entdeckt. Dabei wurde auch festgestellt, dass die Anlage 586 n. Chr. von den Awaren zerstört wurde.
Bei den Ausgrabungen im Jahre 2010 wurden Ende Juli in der einschiffige Kirche, unter dem Kirchenalter der neuere Kirche, welche Johannes dem Täufer geweiht war, zwei Reliquiare in situ gefunden. Das erste stammt aus dem 4. Jahrhundert und ist mit einer Inschrift versehen. Nach ersten Schätzungen und Lesung der Inschrift geht Popkonstantinow davon aus, dass es sich um Reliquien Johannes des Täufers handelt. Die Funde wurden gesichert und werden nach der archäologischen Saison weiter untersucht. Auch eine Radiokarbonuntersuchung steht noch aus. Die Ausgrabungen werden vom bulgarischen und norwegischen Staat sowie der Stiftung Sosopol finanziert. Die Reliquien werden in der Kirche Heilige Brüder Kiril und Methodius in Sosopol aufbewahrt.

## Ausgrabungen
Kasimir Popkonstantinow leitete folgenden archäologischen Ausgrabungen:
bei Weliki Preslaw
- Zarenpalast (1968–1973)
- Boljarenresidenz (1968–1973)
- Das Zarenkloster mit der Goldenen Kirche (1968–1973)
- Kloster Mostitsch in Weliki Preslaw  (1979–1983; 1983–1987; 2005);

in Pliska (1968–1973)
- Palast des bulgarischen Khans Krum in Pliska

weitere
- Festung Krumowo Kale, bei Targowischte (1969)
- Kloster Rawna, bei Prowadija (1980–1990)
- Felskloster Murfatlar in Rumänien (1981–1983);
- Kloster Preobraschenie, Weliko Tarnowo (1990–1993)
- Kloster Karaatschteke (bulg. Манастир Караачтеке), bei Warna (1996-)
- Festung Mominakrepost, bei Weliko Tarnowo (2000–2001)
- Kloster Mostitsch in Weliki Preslaw (2005–)
- Kloster Johannes der Täufer auf der Insel Sweti Iwan, bei Sosopol (2007-)

## Schriften
Kasimir Popkonstantinow verfasste über 80 wissenschaftliche Publikationen, darunter mehrere Monographien. Einige seiner deutschsprachigen Werke sind:
- Die Verbreitung des altbulgarischen Schrifttums. Auf Grund von Inschriften. In: Die slawischen Sprachen 8, 1985, S. 167–200
- Die Verbreitung altbulgarischen Schrifttums im 9. -11. Jahrhundert (Nach epigraphischen Daten). In: Europa in der zweiten Hälfte des 9. Jahrhunderts und das slawische Schrifttum. Wien 1986, S. 85–90
- Die Inschriften des Felsklosters Murfatlar. In: Die slawischen Sprachen 10, 1986, S. 77–106.
- mit Otto Kronsteiner: Altbulgarische Inschriften I. Die slavischen Sprachen 36, 1994 (Monographie)
- Das altbulgarische Kloster bei Ravna – Das Schrifttums- und Kulturzentrum. In: La vie quotidienne des moines et chanoines réguliers au Moyen Âge et Temps modernes.  Wrocław, 1995, S. 691–701
- mit Otto Kronsteiner: Altbulgarische Inschriften II. Die slavischen Sprachen, 52, 1997 (Monographie)

## Ehrungen
- Kyrill-und-Method-Preis der Bulgarischen Akademie der Wissenschaften (1985)
- Herder-Preis (2004)
- Ehrenbürger von Weliko Tarnowo (2005)